# Eric Haase
Eric Michael Haase (Detroit, Míchigan, 18 de diciembre de 1992), más conocido como Eric Haase, es un jugador profesional estadounidense de béisbol que se desempeña en la posición de cácher en Milwaukee Brewers, equipo de las Grandes Ligas de Béisbol (MLB).

## Carrera
Haase hizo su debut en la MLB con el equipo Cleveland Guardians, en el cual jugó dos temporadas (2018-2019), después pasó a Detroit Tigers (2020-2023), luego regresó a Cleveland Guardians (2023), posteriormente se unió a Milwaukee Brewers, donde lleva jugando una temporada.